# El lado oscuro
El lado oscuro är det spanska progressiva power metal-bandet DarkSuns andra studioalbum. Albumet utgavs 2006 av skivbolaget Goimusic. En engelsk version av albumet, The Dark Side, utgavs 2007 av skivbolaget FC Metal.

## Låtlista
1. "Invocación" – 1:17
2. "El lado oscuro" – 4:49
3. "Renacer" – 6:01
4. "Esclavos del miedo" – 6:29
5. "Hermanos de sangre" – 6:17
6. "Prisioneros del destino" – 4:50
7. "Como el viento" – 4:26
8. "Elegía - Part I. Confrontación" – 4:27
9. "Elegía - Part II. Luz entre tinieblas" – 1:28
10. "Elegía - Part III. Agonía" – 2:11
11. "Tumbas de nieve" – 2:09

## Medverkande
Musiker (DarkSun-medlemmar)
- Tino Hevia – gitarr
- Pedro Junquera – basgitarr
- Rafael Yugueros – trummor
- Daniel G. (Daniel González Suárez) – sång, gitarr
- Víctor Fernández – keyboard

Bidragande musiker
- Pablo García – sologitarr (spår 4)
- Peter "Peavy" Wagner – sång (spår 12)
- Samuel Martiartu – sång (spår 8)
- Eduardo Meier – röst (spår 1)
- Daniel Alonso, Lars Ratz, Samuel Martiatu, Xabi Barón – bakgrundssång

Produktion
- Lars Ratz – producent (sång), ljudtekniker
- DarkSun – producent
- Ingo "Charly" Czajkowski, Daniel G. – ljudtekniker
- Dennis Ward – ljudmix, mastering
- Kai Stahlenberg – mastering